# Joseph Gobanz
Joseph von Gobanz (Eisenkappel, 1º gennaio 1831 – Klagenfurt, 29 settembre 1899) è stato uno zoologo, geologo e geografo austriaco.

## Biografia
Joseph Gobanz si laureò presso l'università di Graz e tra il 1858 e il 1870 si dedicò all'insegnamento presso il Liceo scientifico di Graz. Nel 1856 superò l'esame di abilitazione all'insegnamento di storia naturale e geografia nelle scuole secondarie e dal 1856 al 1857 lavorò come assistente alla cattedra di geografia all'Università di Vienna. Conseguì il dottorato presso l' Università di Graz nel 1862. Dal 1857 fu assistente e dal 1858 al 1870 professore presso la Oberrealschule di Graz. Dal 1870 al 1896 ricoprì l'incarico di ispettore scolastico statale per le scuole elementari e gli istituti magistrali di Klagenfurt. Andò in pensione nel 1896.
La ricerca di Gobanz si è concentrata, tra le altre cose, sui molluschi fossili.Dal 1855 fu membro della Società zoologico-botanica di Vienna, dal 1862 membro, dal 1864 membro del consiglio direttivo dell'Associazione di scienze naturali della Stiria e dal 1872 membro della Società storica della Carinzia. Gobanz era membro del consiglio comunale di Graz. Dal 20 agosto 1870 al 10 agosto 1871 fu membro del parlamento regionale della Carinzia per la circoscrizione elettorale STM 3 St. Veit. Nel parlamento regionale era membro del circolo dei liberali tedeschi.
Autore di alcuni saggi scientifici fu uno stimato malacologo e diede il nome ad un mollusco, la Elix Gobanzii Frauenfeld scoperta nel 1867 in Val Vestino.

## Opere
- (DE)  con Theobald von Zollikofer, Höhenbestimmungen in Steiermark: Als Grundlage zum Entwurf der hypsometrischen Karte von Steiermark und zum Gebrauche für Touristen zusammengestellt, 1864.
- (DE)  Die fossilen land und susswasser mollusken des Beckens von Rein in Steiermark, 1854.
- (DE)  Thierwanderungen, 1859.
- (DE)  Zur Coleopterenfauna der Steiner Alpen und des Vellach-Thales, 1855.